# Essen (Belgien)
Essen ist eine belgische Gemeinde in der Provinz Antwerpen mit 19.630 Einwohnern (Stand 1. Januar 2024). Die Gemeinde liegt nördlich von Antwerpen unmittelbar an der Grenze zu den Niederlanden. Südlich von Essen liegt Kalmthout. Die nächste niederländische Gemeinde nördlich der Grenze ist Roosendaal in Noord-Brabant.
Essen ist Grenzbahnhof an der Eisenbahnstrecke Antwerpen–Roosendaal, an welchem jedoch nur Lokal- und IR-Züge halten. 

## Geschichte
Der Ortsname erscheint als Esschen erstmals in einer Urkunde aus dem Jahre 1146. Nach 1159 entstand die Herrlichkeit Esschen-Kalmthout, die bis 1789 zum Besitz der Abtei Tongerlo zählte. Bis zum Ende des 19. Jahrhunderts war Essen überwiegend landwirtschaftlich geprägt. Einen kräftigen wirtschaftlichen Aufschwung erfuhr Essen durch den Anschluss an das Eisenbahnnetz 1854. Bis in die 1970er Jahre erfolgte in Essen die veterinärmedizinische Untersuchung von Viehtransporten. Beim Bahnhof bestand deshalb ein Viehhof als Quarantänestation. Seit dem Anfang des 20. Jahrhunderts ist seine Wirtschaft mit dem nahen Antwerpener Hafen verknüpft.

## Veranstaltungen
Seit 1999 findet jeweils Mitte Dezember das belgische Weihnachtsbierfestival in Essen statt.

## Sehenswürdigkeiten
Sehenswert ist die Bakkersmolen, die Bäckermühle, im Ortsteil Wildert. Die Anlage besteht aus einem Museum mit historischer Bäckerei, Dampfmaschine und Windmühle.

## Töchter und Söhne der Gemeinde
- Arthur Vanderstuyft (1883–1956), Radrennfahrer
- Vincent Mercier (1908–1945), Geistlicher, NS-Opfer
- Louis Duerloo (1910–1977), Radrennfahrer
- Herman Beysens (* 1950), Radrennfahrer
- Ludo Loos (1955–2019), Radrennfahrer

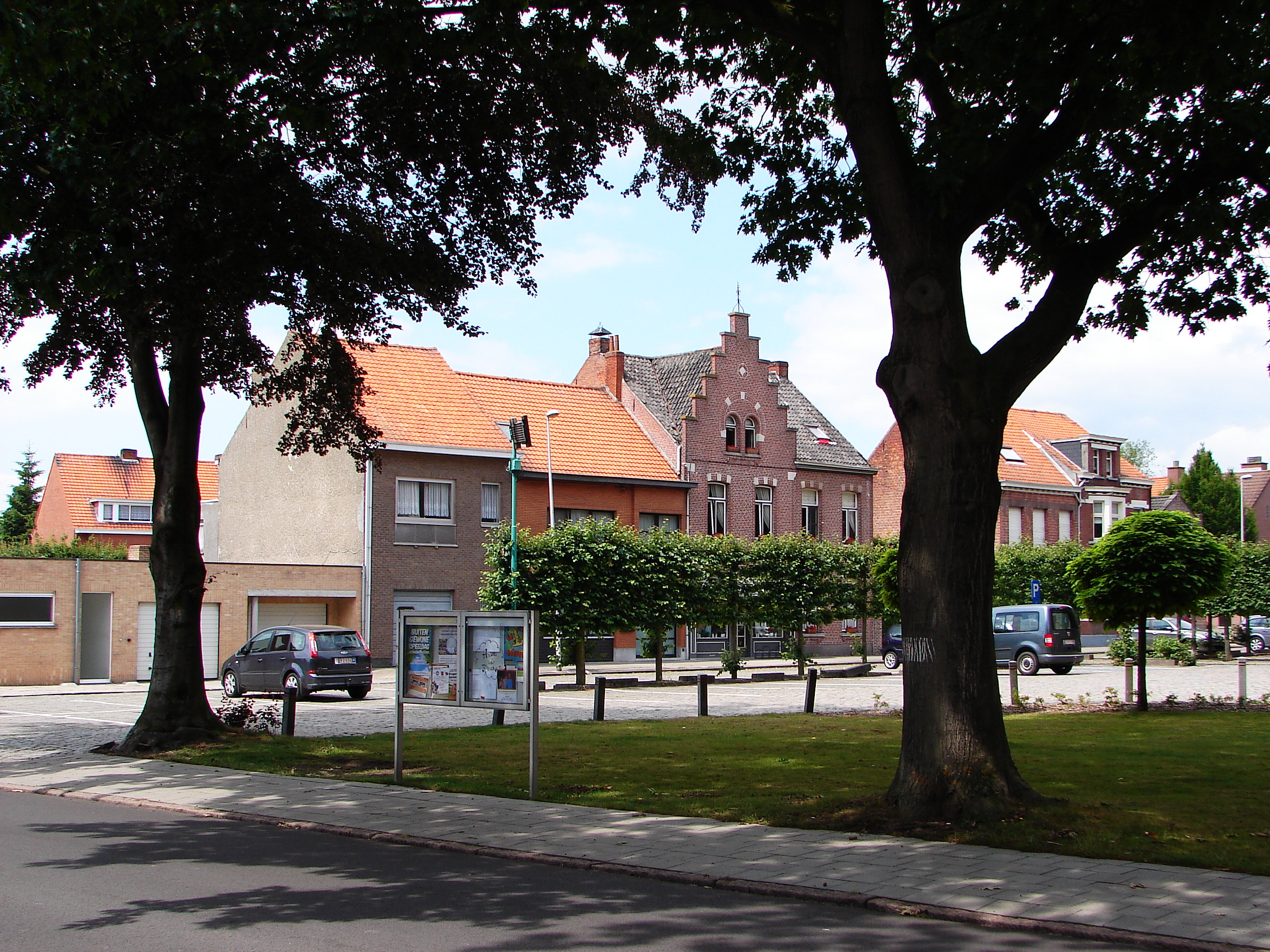
Essen (Centrum)
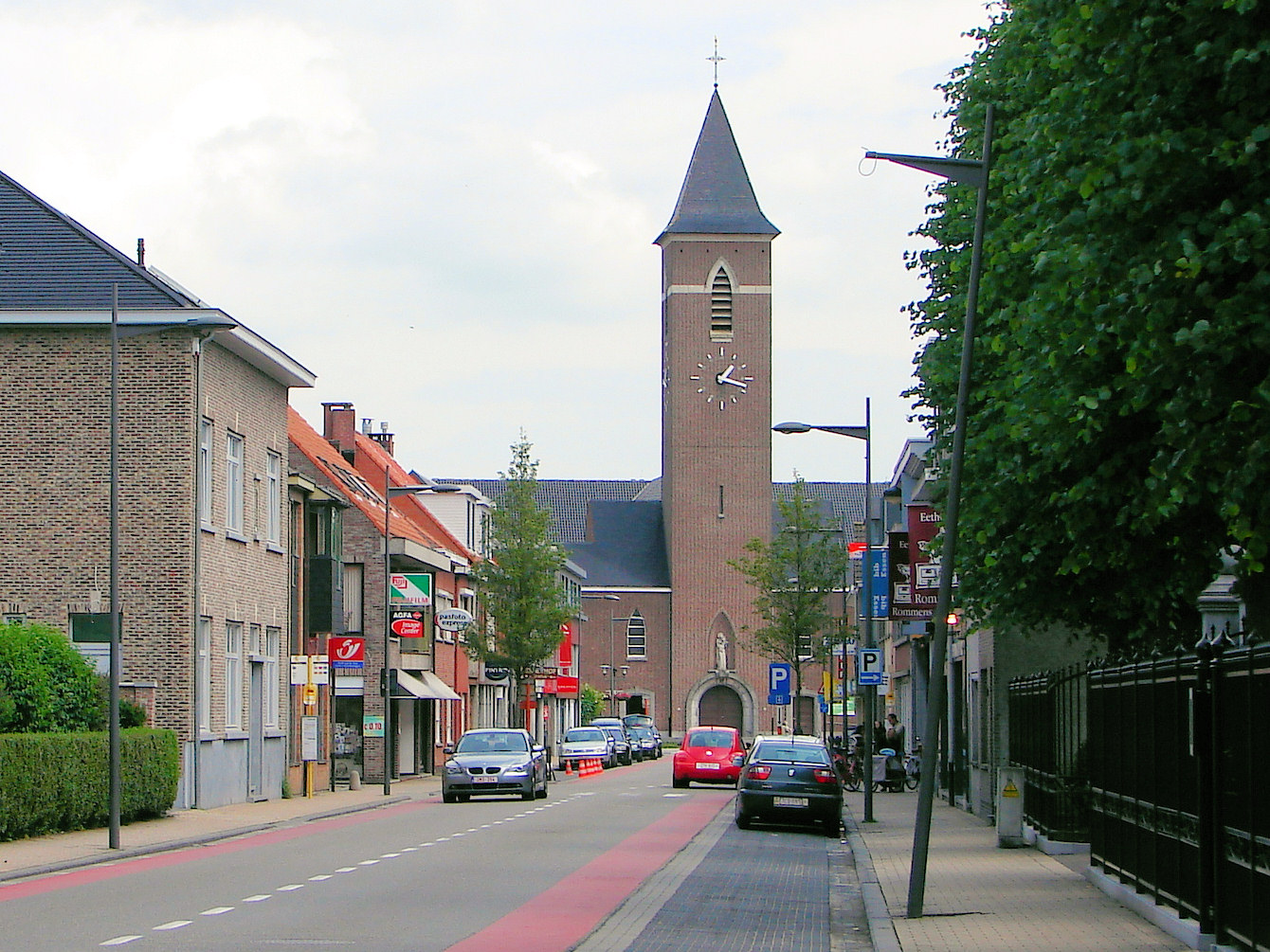
Essen (Centrum)
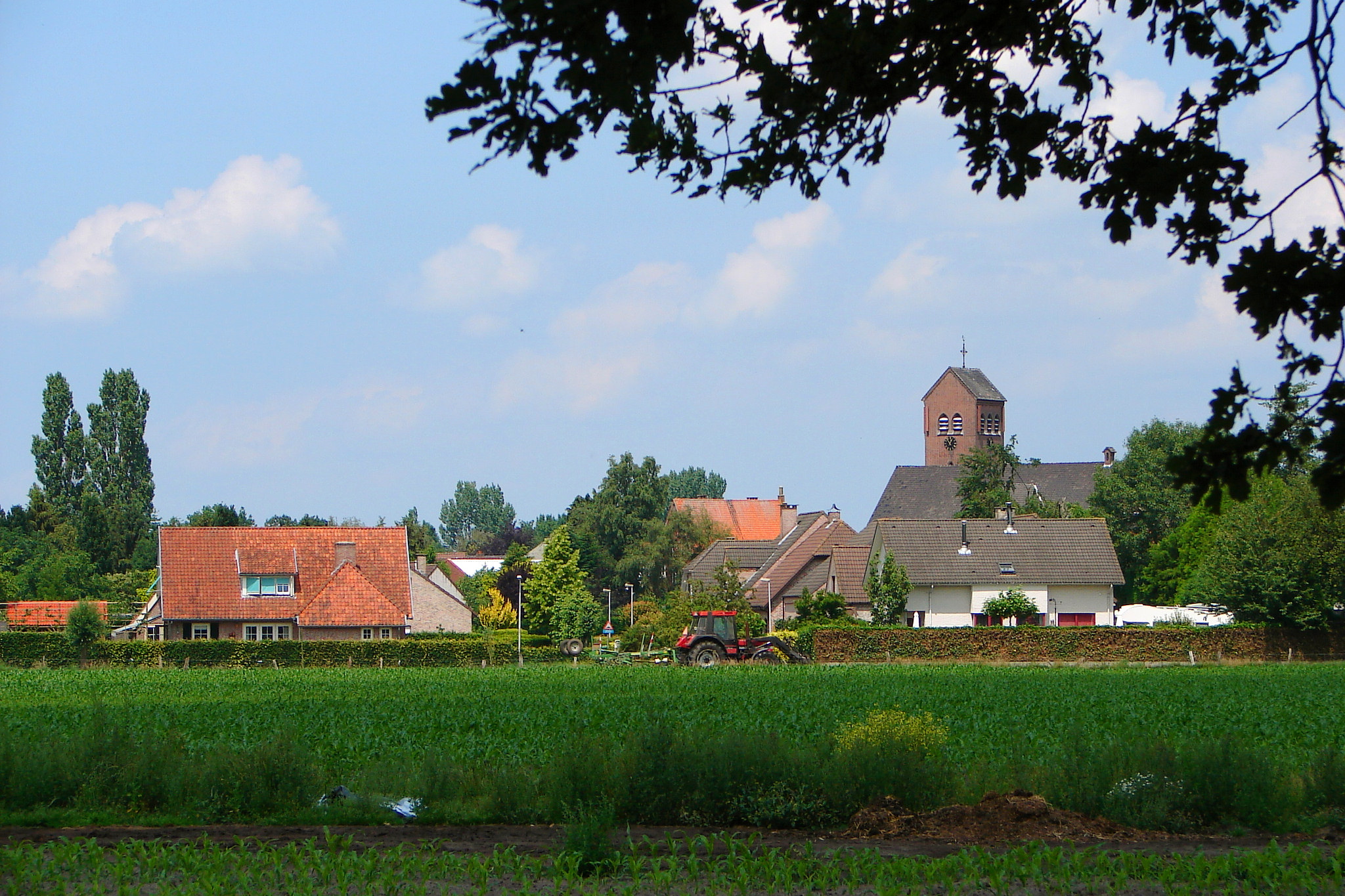
Horendonk
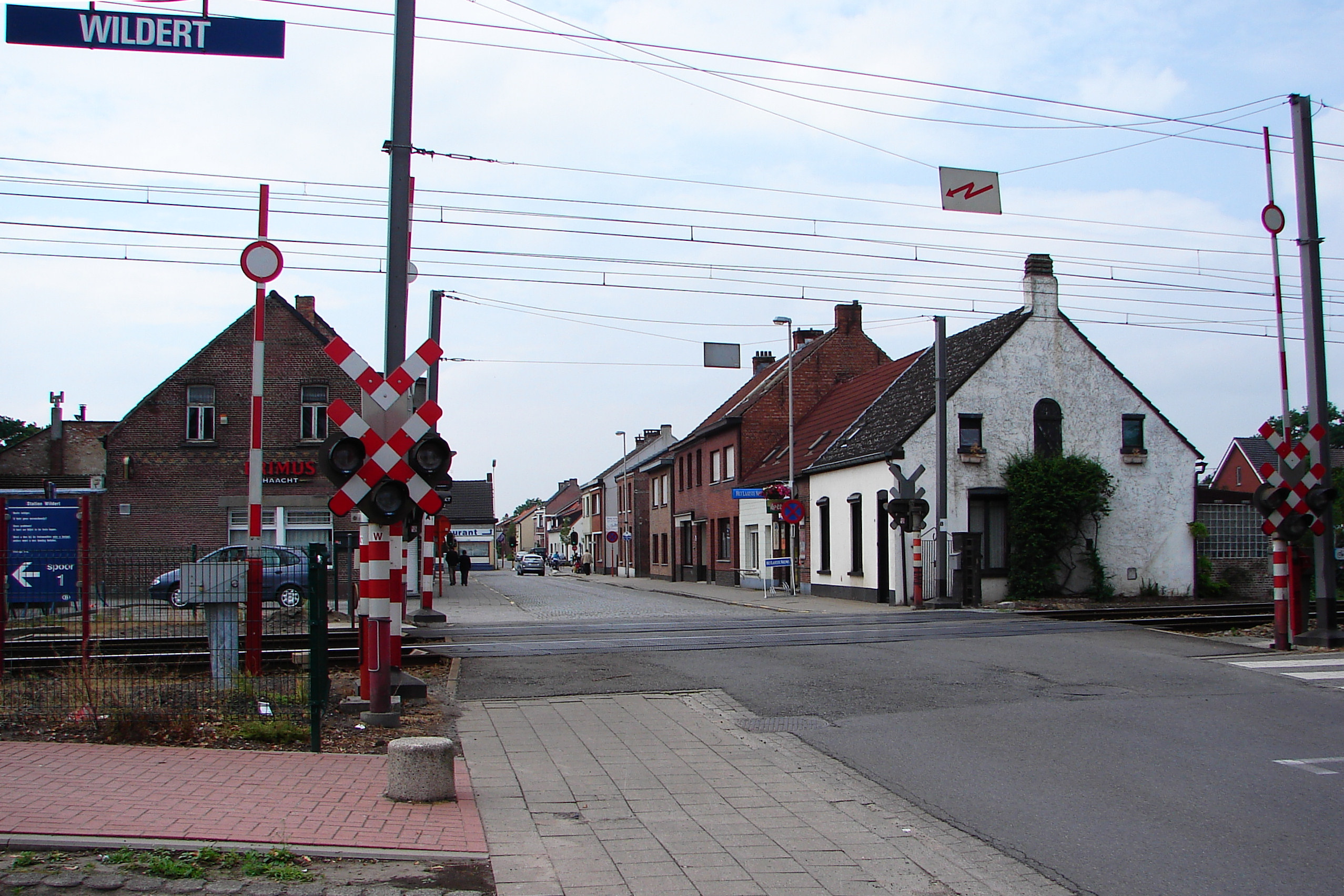
Wildert